# Styl międzynarodowy

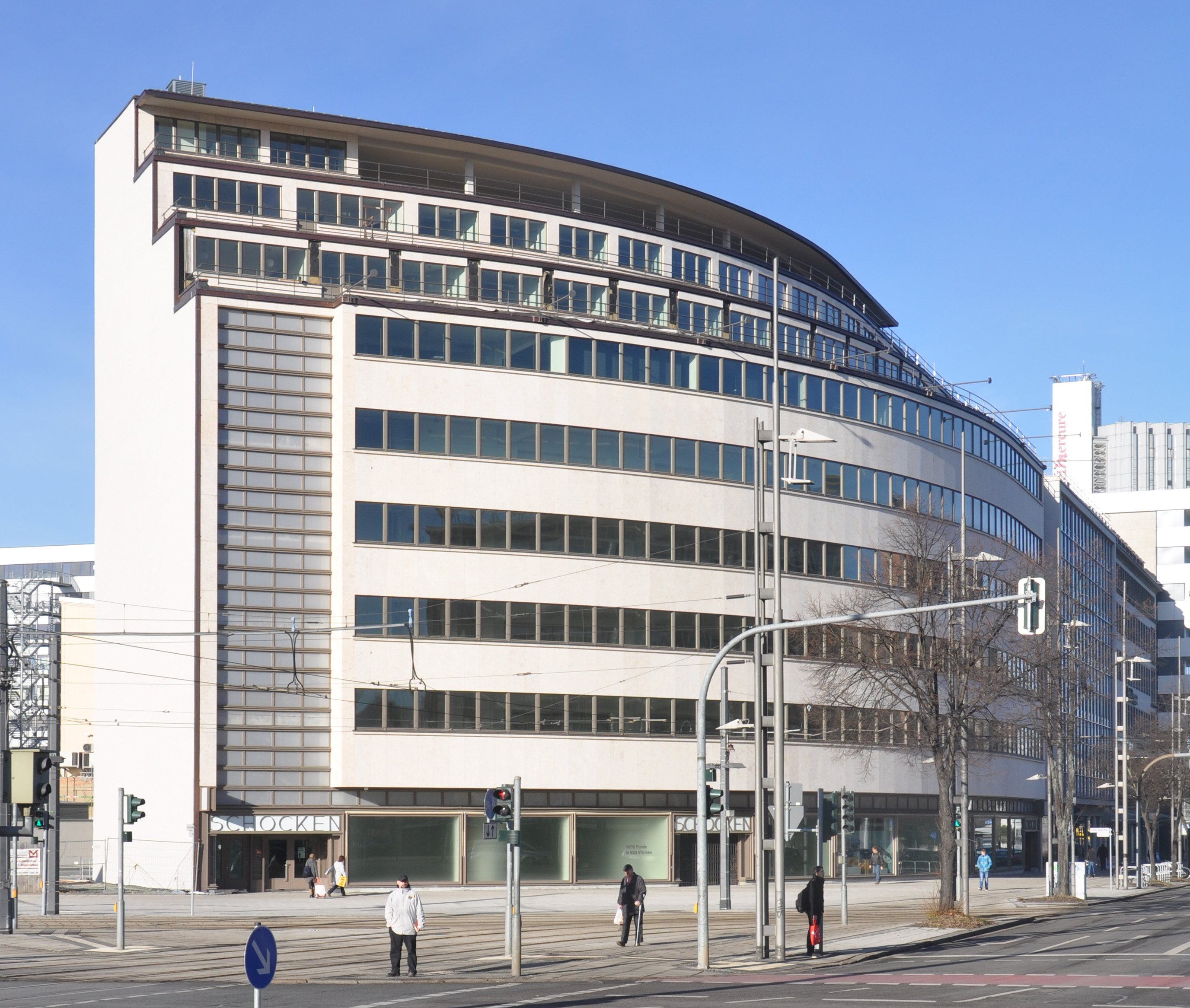
Przykład nr 45 z The International Style: E. Mendelsohn, Dom towarowy Schocken w Chemnitz, 1930

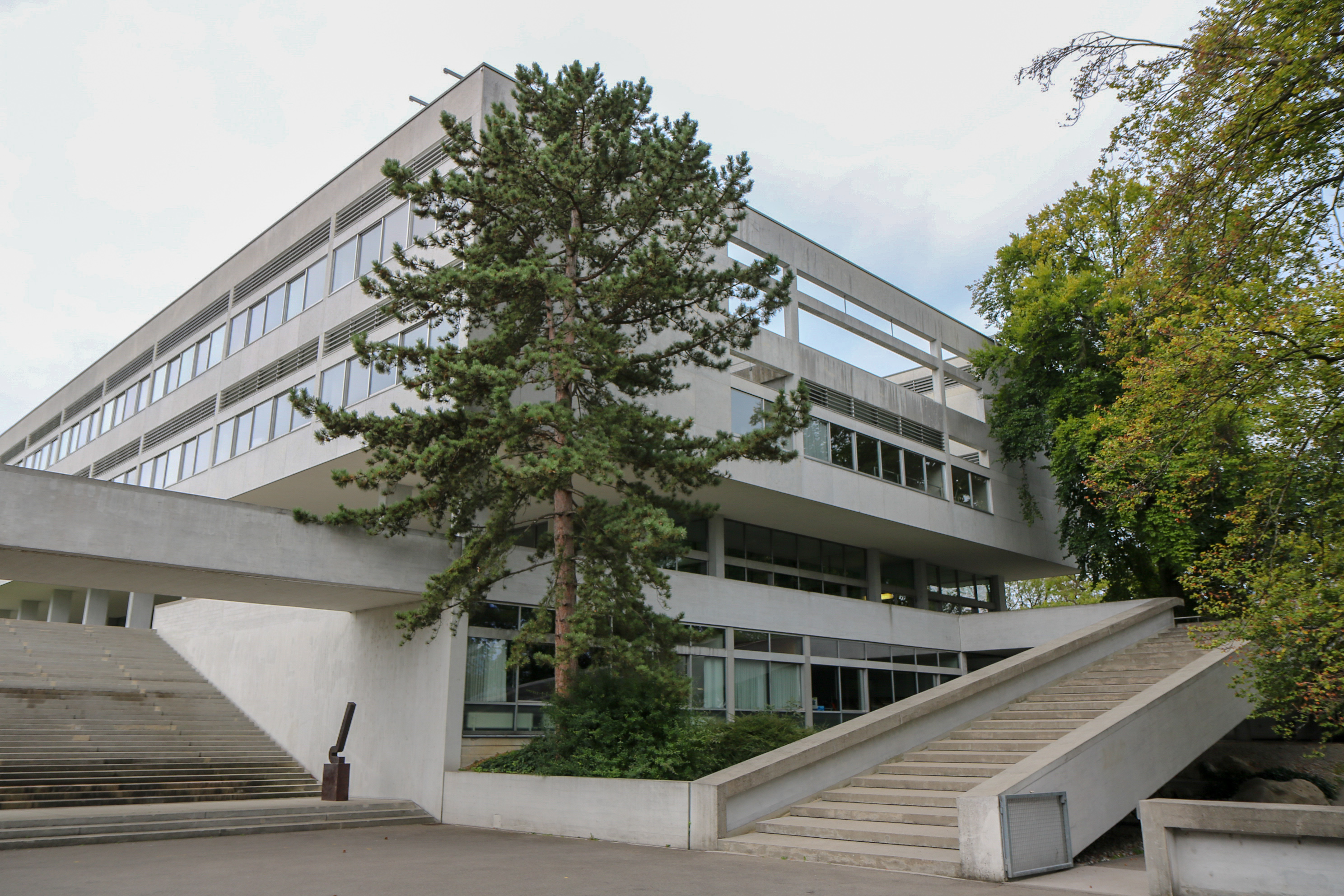
Późny styl międzynarodowy: Szkoła w Zurychu, architekt Jacques Schader, 1960. W 1987 szkoła została wpisana do rejestru zabytków, ponieważ pomimo pozornie prostej formy charakteryzuje się wyjątkowymi rozwiązaniami funkcjonalnymi takimi jak okna wstęgowe, tarasy widokowe na dachach pozwalające na zupełną swobodę użytkowania oraz wbudowany amfiteatr, boisko, fontanna i fasada wykonana z białego wapienia. Wiele pomieszczeń zostało dwustronnie doświetlonych. Podcienia są wsparte na słupach (fr. pilotis). Widoczne jest duże zazielenienie terenu. Wysoka jakość wykonania w przeciwieństwie do typowych modernistycznych szkół budowanych masowo w Europie w XX wieku

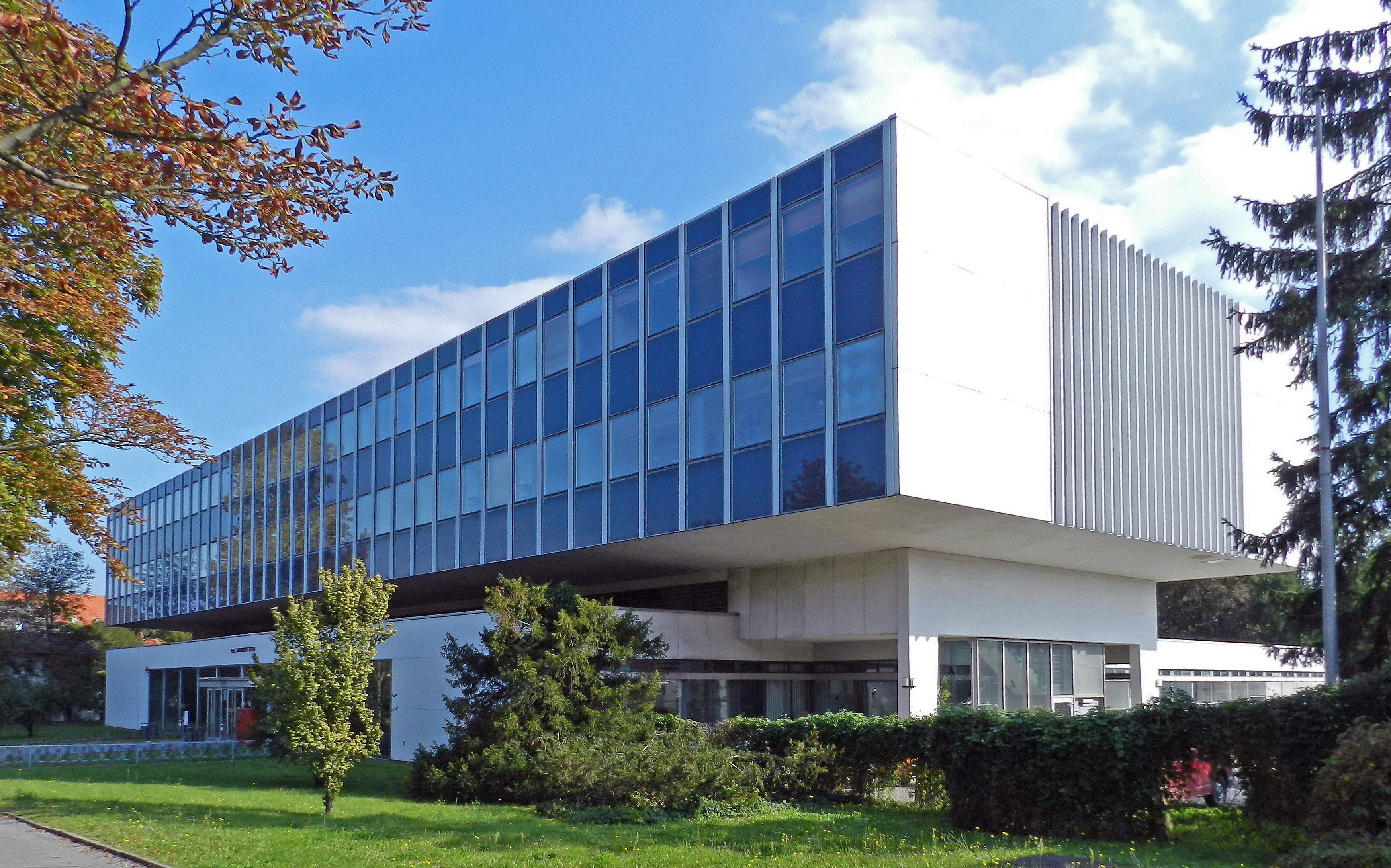
Wolny Uniwersytet Berliński, Wassili Luckhardt, 1966

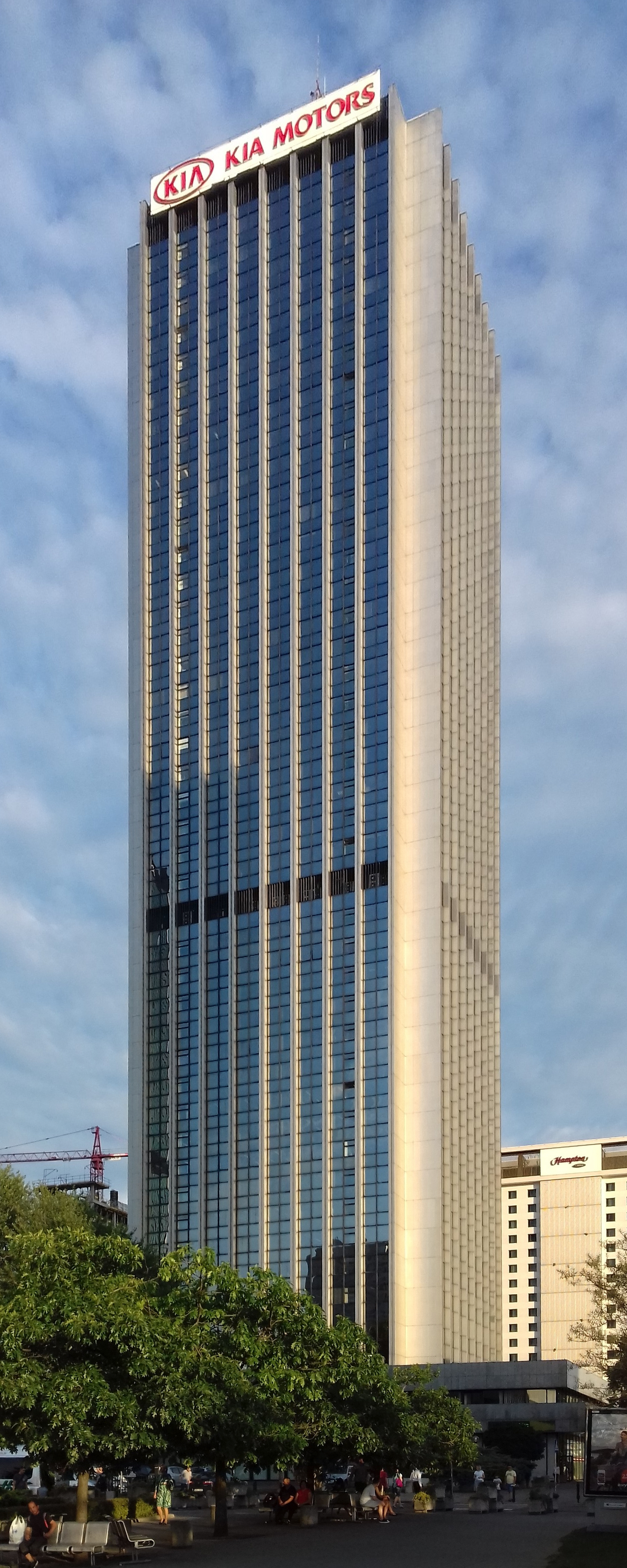
Oxford Tower, budynek w Warszawie zaprojektowany przez Jerzego Skrzypczaka, H. Świergocka-Kaimową i Wojciecha Grzybowskiego w stylu międzynarodowym, 1978

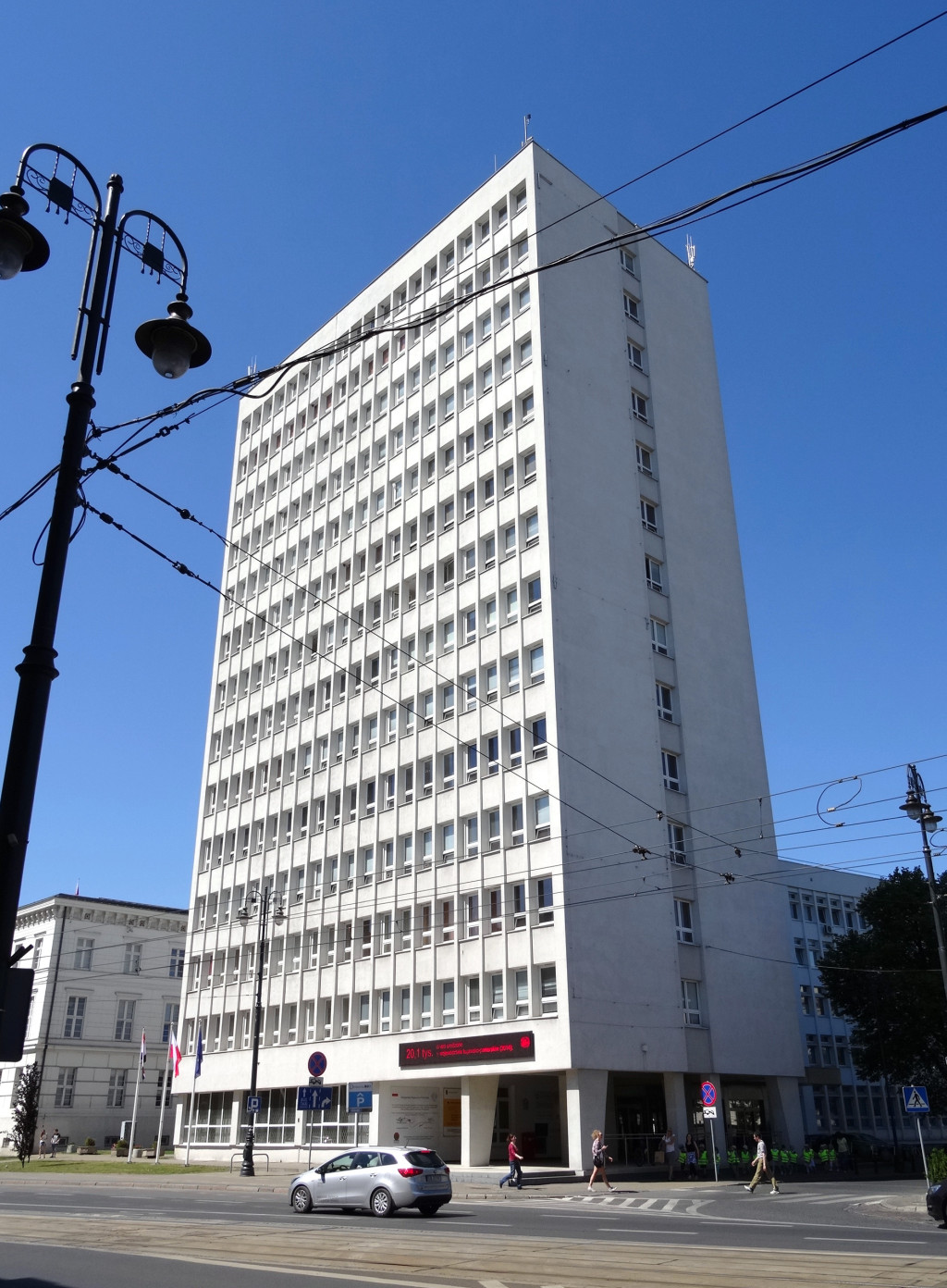
Budynek Urzędu Wojewódzkiego w Bydgoszczy wzniesiony w latach 1966–1969 na słupach (fr. pilotis).

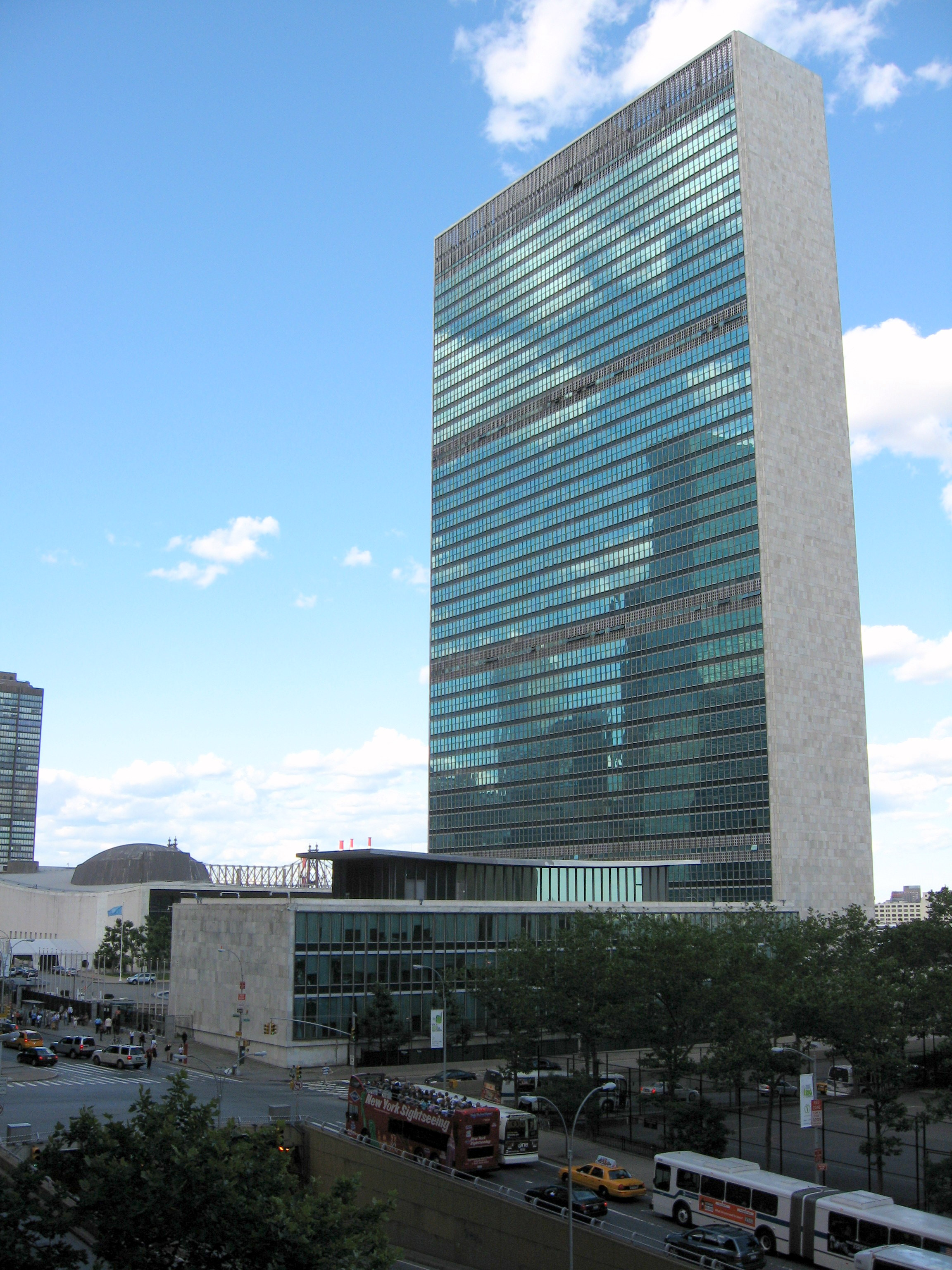
Styl międzynarodowy: Wallace K. Harrison, Max Abramovitz,
Le Corbusier, Oscar Niemeyer. Gmach ONZ w Nowym Jorku, 1952.

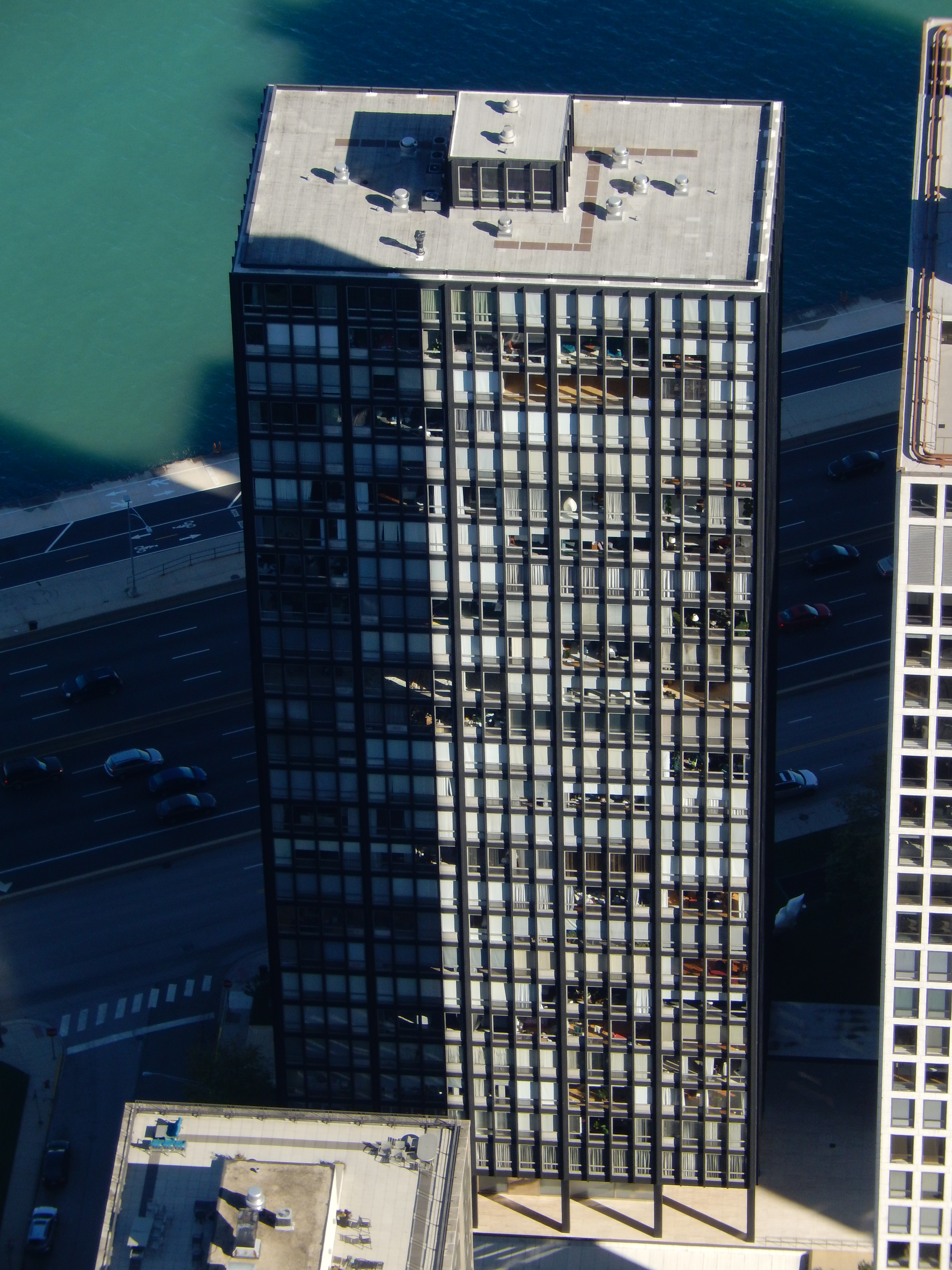
Styl międzynarodowy: L. Mies van der Rohe, Apartamentowce 860-880 Lake Shore Drive w Chicago, 1952. Przykład pierwszego całkowicie przeszklonego budynku mieszkalnego w USA.

Styl międzynarodowy – prąd architektury modernistycznej, z którym często jest on utożsamiany, rozwijający się od około 1922 w Europie, a później na całym świecie.

## Nazwa
Określenie powstało jako sztuczny termin stworzony przez Philipa Johnsona i Henry’ego-Russella Hitchcocka w 1932 na oznaczenie ogółu prądów minimalistycznych i funkcjonalistycznych w europejskiej architekturze modernistycznej lat 20. i 30. XX w. Użyty został po raz pierwszy w tytule wystawy w MoMA w Nowym Jorku i w towarzyszącej jej publikacji (The International Style: Architecture Since 1922).
Autorzy terminu sugerowali w ten sposób umiędzynarodowienie architektury przy jednoczesnym oderwaniu od rodzimych wzorców, jednocześnie jednak po raz pierwszy nadawali architekturze modernizmu rangę kolejnego stylu historycznego, podczas gdy większość jej twórców chętniej widziałaby w niej raczej całkowicie nową metodę twórczą niż styl. Już wcześniej funkcjonowało w Europie pojęcie architektura międzynarodowa (niem. Internationale Architektur), użyte m.in. przez Ludwiga Hilberseimera w katalogu do wystawy Die Wohnung w Stuttgarcie w 1927. Hitchcock i Johnson użyli jednak innego określenia zawierającego wyraz styl, jak również opisali nowoczesną architekturę na podstawie klarownych kryteriów, powołując się na podane na 83 planszach uszeregowane alfabetycznie według nazwiska autora przykłady. Szczególnie silnie sprzeciwiał się w tym czasie traktowaniu nowoczesnej architektury jako stylu Walter Gropius. Książka Johnsona i Hitchcocka, katalogując cechy wymagane do tego, aby budynek mógł być uznany za nowoczesny, wywarła wpływ na wielu architektów i pełniła dla wielu rolę podręcznika estetyki.
Określenie rozpowszechniło się początkowo w krajach anglosaskich, obecnie stosowane jest na całym świecie jako synonim kubicznej odmiany modernizmu. Niekiedy traktowane jest jako synonim pojęć funkcjonalizm i racjonalizm, rozgraniczenie między tymi pojęciami jest różnie przedstawiane w literaturze. Johnson i Hitchcock pisząc o radykalnych funkcjonalistach przeciwstawiali im styl międzynarodowy, który brał pod uwagę względy estetyczne, Współcześni historycy architektury kwestionują jednak pogląd, że istniała jakakolwiek spójna koncepcja funkcjonalizmu w architekturze lub grupa funkcjonalistów. Jednak najczęściej mianem funkcjonalizmu określa się kierunek polegający na uznawaniu funkcji każdego budynku za zasadniczy czynnik kształtowania zarówno planu danego obiektu, jak i jego konstrukcji i formy architektonicznej.

## Cechy stylu
Hitchcock i Johnson, jako historycy sztuki, zanalizowali nową architekturę pod względem formalnym i ustalili kilka kryteriów estetycznych, które miały ją charakteryzować:
1. Istotą architektury miało być nie tworzenie mas budynku, a definiowanie i kształtowanie ograniczonej przestrzeni.
2. Nowoczesna architektura miała być regularna i zmodularyzowana. Problemem architektury jest znajdowanie odpowiedniego wyrazu dla funkcji podobnych i dla funkcji odmiennych. Istotną cechą budynku jest asymetria rzutu.
3. Styl międzynarodowy zdaniem autorów rezygnował ze wszelkiej dekoracji, poza podkreślającym charakter budynku abstrakcyjnym malarstwem ściennym oraz dziełami sztuki nie stanowiącymi części budynku, lecz jego wyposażenie.

Autorzy skupiali się na zewnętrznym wyglądzie i wyrazie budynków, modernistycznym eksperymentom z wnętrzem poświęcając mniej miejsca. Nowoczesny budynek miał ich zdaniem sprawiać wrażenie lekkości, jego ściany miały stanowić gładkie płaszczyzny pokryte regularną teksturą. Jako preferowane materiały elewacyjne wymieniali okładziny drewniane, płyty ceramiczne i luksfery. Płaszczyzny tynku i widoczny żelbet, choć jak zauważali kojarzone z nowoczesną architekturą, dodawały jakoby budynkowi ciężaru, dotyczyło to także większości przypadków użycia cegły. Obszerne przeszklenia miały być stosowane dla nadania ścianie lekkości, lecz jednocześnie w celu zachowania ciągłości płaszczyzny winny być zlicowane z elewacją. Do zasad stylu nie należało postulowane wcześniej przez Le Corbusiera konieczne stosowanie dachów płaskich, zdaniem autorów dach pulpitowy jest również funkcjonalny i estetyczny.
W sierpniu 1951 ukazał się w Architectural Record artykuł, w którym Hitchcock zrewidował z perspektywy dwudziestu lat niektóre swoje poglądy. Stwierdził, że książka nie miała być zbiorem akademickich reguł czy teorią projektowania budynków, stanowiąc jedynie opis czy prognozę nadchodzącej architektury. Drugą z zasad uznał za zbyt ściśle sformułowaną, zaś trzecią za nieistotną przy opisie stylu i dotyczącą raczej sfery prywatnych odczuć estetycznych. Ponadto Hitchcock wyróżnił dodatkową zasadę prawdziwości i klarowności konstrukcji budynku.
Styl międzynarodowy, którego uosobieniem stał się pryzmatyczny biurowiec o szklanej ścianie kurtynowej podzielonej filigranową siatką profilów stalowych, stanowił po II wojnie światowej dominujący prąd modernizmu. Zdaniem krytyków stylu międzynarodowego wielu jego twórców stopniowo znacznie oddaliło się od funkcjonalistycznych i humanistycznych założeń modernizmu lub też od samego początku kierowali się raczej przesłankami estetycznymi. Stworzona wedle funkcjonalnych pryncypiów architektura często posiadała niedostatki funkcjonalne, uzupełniane różnymi rozwiązaniami mechaniczno-technicznymi. Krytyka stylu międzynarodowego dotyczyła też powtarzalności form i monotonii elewacji, a także agresywnego umieszczania budynków w przestrzeni miejskiej.
Można wyróżnić cztery fazy rozwoju stylu:
- okres wczesny (lata 20.), w którym styl międzynarodowy ograniczał się w zasadzie do krajów niemieckojęzycznych, Holandii i Francji – przykłady z tego okresu obejmowała publikacja
- okres przybycia architektów-emigrantów do USA (lata 30.)
- rozkwit stylu (lata 40.–50.)
- późny styl międzynarodowy (od lat 60., sporadycznie aż po lata 90.)

## Wybrani przedstawiciele
- Marcel Breuer
- Gordon Bunshaft
- Le Corbusier
- Walter Gropius
- Philip Johnson
- Richard Neutra
- Ludwig Mies van der Rohe
- Hans Scharoun
- SOM
- Mart Stam